# Rhorus punctatus
Rhorus punctatus là một loài tò vò trong họ Ichneumonidae.